# Kaspar Baumann-Zürrer
Johann Kaspar Baumann-Zürrer, auch Caspar Baumann-Zürrer (* 16. Mai 1830 oder 4. Mai 1830 in Stäfa; † 15. November 1896 im Quartier Enge in Zürich), heimatberechtigt in Stäfa und ab 1875 in Zürich, war ein Schweizer Kaufmann und Politiker.

## Leben

### Familie
Kaspar Baumann-Zürrer war der Sohn des vermögenden Bauern Hans Kaspar Baumann, der auch Gemeinde- und Bezirksrat war.
Seit 1857 war er mit Barbara Bertha (* 3. Februar 1832 in Hausen am Albis; † 1912), der Tochter des Seidenfabrikanten Jacob Zürrer (1805–1870), der 1825 die spätere Weisbrod-Zürrer AG begründete, verheiratet. Zu ihren Kindern gehörte auch der spätere Porträtmaler Hans Otto Baumann.

### Werdegang
Kaspar Baumann-Zürrer war als Kaufmann in der Seidenbranche tätig und vertrat verschiedene auswärtige Firmen.
Von 1873 bis 1881 war er Vorstandsmitglied der Kaufmännischen Gesellschaft Zürich sowie von 1878 bis 1880 des 1870 gegründeten Schweizerischen Handels- und Industrie-Vereins.
Er war als Experte für die Seidenbranche Mitglied der Schweizer Zentralkommission und der Internationalen Jury für die Weltausstellungen Wien 1873 (siehe Weltausstellung 1873) sowie Paris 1867 (siehe Weltausstellung Paris 1867) und 1878 (siehe Weltausstellung Paris 1878) und ein Förderer der Schweizer Industrie im Ausland.

### Politisches Wirken
Kaspar Baumann-Zürrer war vom 2. Dezember 1878 bis zum 30. November 1884 liberaler Nationalrat, gehörte dort der Zolltarifkommission an und war bundesrätlicher Experte für Handelspolitik.
1881 unterzeichnete er eine Petition, in der verlangt wurde, dass die Abhaltung eines internationalen Kongresses der sozialdemokratischen Partei im September in Zürich untersagt werden möge. Im selben Jahr sprach er sich für die Aufnahme der Impfpflicht in das Epidemiengesetz aus.

### Mitgliedschaften
Kaspar Baumann-Zürrer war seit 1867 Mitglied des Schweizer Alpen-Clubs und war dort Präsident der Sektion Uetliberg von 1880 bis 1882.
Er war Ehrenmitglied der 1854 gegründeten Seidenindustriegesellschaft und Mitglied des Zürcherischen Kunstvereins.

## Schriften (Auswahl)
- Wiener Weltausstellung. Bericht über Gruppe V Textilindustrie. Schaffhausen 1874 (Digitalisat).
- Von Andermatt nach Davos. In: Schweizer Alpenzeitung vom 1. April 1897. S. 75–77 und vom 15. April 1887, S. 81–86.(Digitalisat).
- Neujahrstage in Grindelwald. In: Alpina vom 1. März 1896. S. 33–36 (Digitalisat).